# X (album d'INXS)
Pour les articles homonymes, voir X.
Albums de INXS
Kick
(1987) Live Baby Live
(1991)
Singles
1. Suicide Blonde
Sortie : 25 septembre 1990
2. Disappear
Sortie : 8 décembre 1990
3. By My Side
Sortie : 30 mars 1991
4. Bitter Tears
Sortie : 13 juillet 1991
5. The Stairs
Sortie : novembre 1991

X est le septième album studio du groupe de rock australien INXS sorti le 25 septembre 1990.
Mélangeant rock et R&B, le magazine Rolling Stone en dira, dans une critique de Paul Evans, qu'il s'agit de « leur meilleur album paru à cette date ».
C'est de nouveau un important succès pour le groupe. L'album se classe en tête des ventes en Australie, 2e au Royaume-Uni et en Nouvelle-Zélande, 5e aux États-Unis. Quatre chansons sortent en single (Suicide Blonde, Disappear, By My Side, Bitter Tears). Le morceau The Stairs fait l'objet d'un 5e single commercialisé uniquement aux Pays-Bas.
Le titre de l'album peut être vu comme la lettre X, que l'on retrouve dans le nom du groupe, ou comme le chiffre 10 en numération romaine qui représentent les dix ans depuis la sortie du premier album du groupe, INXS.
X est ressorti en version remastérisée en 2002 avec des titres bonus.

## Liste des titres
Composés et écrits par Andrew Farriss et Michael Hutchence sauf mention.
1. Suicide Blonde - 3.52
2. Disappear (Jon Farriss, M.Hutchence) - 4.09
3. The Stairs - 4.56
4. Faith in Each Other (Jon Farriss, M.Hutchence) - 4.08
5. By My Side (A.Farriss, Kirk Pengilly) - 3.06
6. Lately - 3.36
7. Who Pays the Price - 3.37
8. Know the Difference - 3.17
9. Bitter Tears - 3.49
10. On My Way - 2.55
11. Hear That Sound - 4.05

- Titres supplémentaires édition remastérisée (2002)

1. Waiting To Be Free - 3:12
2. Deepest Red - 3:24
3. Salvation Jane (Demo) - 3:23
4. Who Pays The Price (Demo) - 3:15
5. Dark Of Night (Demo) - 2:29

## Composition du groupe
- Michael Hutchence : chant
- Andrew Farriss : claviers, guitare
- Jon Farriss : batterie, claviers
- Tim Farriss : guitare
- Kirk Pengilly : guitare, saxophone, chœurs
- Garry Gary Beers : basse

Musicien additionnel : 
- Charlie Musselwhite : harmonica

## Classements et certifications
| Classement                     | Meilleure place |
| ------------------------------ | --------------- |
| Allemagne (Media Control AG)   | 9               |
| Autriche (Ö3 Austria Top 40)   | 23              |
| Australie (ARIA)               | 1               |
| Canada (Canadian Albums Chart) | 2               |
| États-Unis (Billboard 200)     | 5               |
| France (IFOP)                  | 7               |
| Norvège (VG-lista)             | 13              |
| Nouvelle-Zélande (RIANZ)       | 2               |
| Pays-Bas (Mega Album Top 100)  | 9               |
| Royaume-Uni (UK Albums Chart)  | 2               |
| Suède (Sverigetopplistan)      | 10              |
| Suisse (Schweizer Hitparade)   | 5               |

| Pays        | Certfications |
| ----------- | ------------- |
| Allemagne   | Or            |
| Australie   | 2 × Platine   |
| Canada      | 2 × Platine   |
| États-Unis  | 2 × Platine   |
| France      | Platine       |
| Royaume-Uni | Platine       |
| Suède       | Or            |
| Suisse      | Platine       |